# منطقه تاریخی تقاطع خیابان امرسون
منطقه تاریخی تقاطع خیابان امرسون (به انگلیسی: Emerson Avenue Addition Historic District) یک بافت تاریخی در ایالات متحده آمریکا است که در ایندیانا واقع شده‌است.
همچنین به عنوان اضافه شده بر خیابان‌های امرسون‌هایت و چارلز ام کراست کلیفورد شناخته می‌شود، یک منطقه تاریخی ملی است شامل ۱۰۰۰ ساختمان مسکونی و ۹ مکان خیریه در بخش مسکونی برنامه‌ریزی شده در ایندیاناپلیس است. این منطقه بین سال‌های ۱۹۱۰ تا ۱۹۴۹ ایجاد و توسعه یافت و شامل نمونه معماری‌های نمایشی از سبک احیای معماری تودور، احیای مستعمرات و معماری مسکونی به سبک بانگالو / هنرمندان آمریکایی است.
در سال ۲۰۱۲ این مکان در فهرست ثبت ملی مکان‌های تاریخی وارد شد.